# Régiment de tirailleurs sénégalais du Tchad
« 70e régiment d'infanterie de marine » redirige ici. Pour les autres significations, voir 70e régiment.
Le régiment de tirailleurs sénégalais du Tchad (RTST) est un régiment français créé en 1910. Chargé de la défense du Territoire du Tchad, le régiment entier est rallié à la France libre en 1940 et combat avec la colonne du colonel Leclerc. En 1943, le Régiment de marche du Tchad (RMT) reprend l'héritage du RTST et participe à la Libération de la France. Le RTST reste stationné au Tchad et devient en 1958 le 70e régiment d'infanterie de marine, finalement dissous en 1997.

## Historique

### Création et Première Guerre mondiale

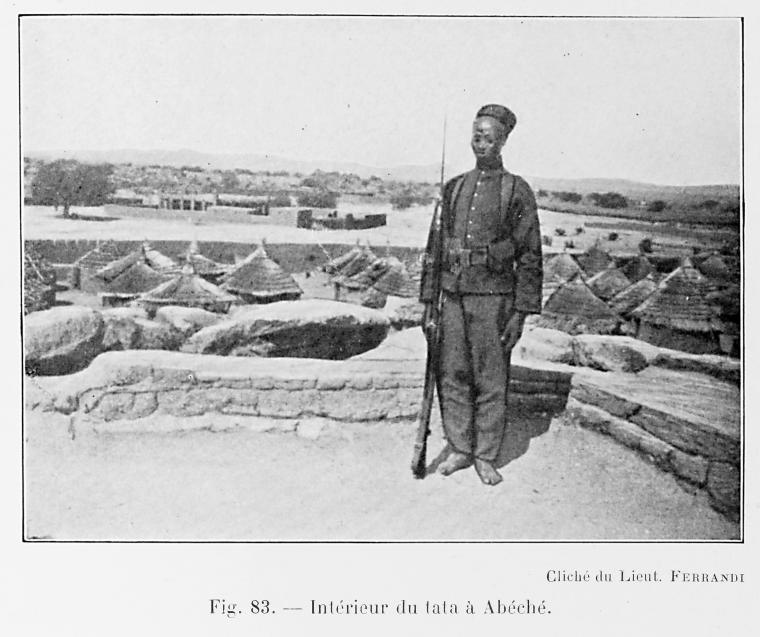
Tirailleur à Abéché vers 1918.

Le régiment des tirailleurs sénégalais du Tchad (RTST) a été créé le 24 ou le 30 novembre 1910 à partir du bataillon indigène du Chari, renforcé par le bataillon mixte du Tchad. En 1911, il est organisé comme suit : 
- 1re compagnie, compagnie mobile stationnée au Ouadaï, avec un escadron de 80 cavaliers dont 50 goumiers ;
- 2e compagnie, unité « d'occupation » (chargée de missions de police), au Bas-Chari ;
- 3e compagnie, « d'occupation », au Batha ;
- 4e compagnie, « d'occupation », au Kanem ;
- 5e compagnie, « d'occupation » et renforcée par une section d'artillerie avec canons de montagne de 80, stationnée au Ouadaï ;
- 6e compagnie, « d'occupation », au Moyen-Chari ;
- 7e compagnie, méhariste et destinée aux longs raids, au Kanem ;
- 8e compagnie, méhariste et destinée aux longs raids, au Ouadaï ;
- 9e compagnie, « d'occupation », avec un peloton au Ouadaï et l'autre au Salamat ;
- 10e compagnie, mobile, au Ouadaï ;
- 11e compagnie, mobile, au Ouadaï ;
- 12e compagnie, mobile, au Ouadaï.

Il participe à la campagne d'Afrique de l'Ouest qui envahit le Kamerun allemand, engageant un millier d'hommes dans la conquête du Cameroun.

### Entre-deux-guerres
En 1919, l'organisation est la suivante :
- Ier bataillon à Mao (Kanem) :
  - 4e compagnie, compagnie d'occupation et de police, incluant deux pelotons méharistes, à Mao avec divers détachements dans d'autres localités ;
  - 16e compagnie, compagnie méhariste en réserve, à Ouachtiguiet Koro Toro ;
  - 12e compagnie, compagnie en réserve, à Massakory ;
  - 14e unité, escadron de cavalerie, à Moussoro.
- IIe bataillon à Abéché (Ouaddaï)
  - 1re compagnie, d'occupation, à Abéché ;
  - 10e compagnie, d'occupation en pays kodoï et zaghawa, incluant deux pelotons méharistes, à Biltine, Arada (en) et Oum Chalouba ;
  - 11e compagnie à Adré ;
  - 7e compagnie, chargée de l'occupation et de la protection du Borkou, à Faya et Gouro (it) ;
  - 8e compagnie, chargée de l'occupation et de la protection de l'Ennedi, à Fada et Ounianga ;
  - 18e compagnie, chargé de l'occupation du Sila, à Goz Beïda ;
  - 13e unité, unité d'artillerie, à Abéché avec un détachement à Faya.
- IIIe bataillon à Fort-Lamy :
  - 2e compagnie, chargée de l'occupation du Bas-Chari, à Fort-Lamy ;
  - 3e compagnie, chargée de l'occupation du Batha inférieur, à Ati et Mongo ;
  - 5e compagnie, chargée de l'occupation du Moyen-Batha ;
  - 6e compagnie, chargée de l'occupation du Moyen-Chari ;
  - 9e compagnie, chargée de l'occupation du Salamat ;
  - 19e compagnie, chargée de l'occupation du Mayo Kebbi.

En 1924, les pelotons méharistes dispersés dans les compagnies sont regroupés pour former des groupes nomades : Kanem, Borkou et Ennedi. Chaque groupe compte deux sections montées de cavaliers sur chameaux et un groupe de mitrailleuses.
En 1929, une nouvelle compagnie, prenant le numéro 6, est créée à Bardaï, en même temps que le groupe nomade du Tibesti qui lui est rattachée.

### Seconde Guerre mondiale

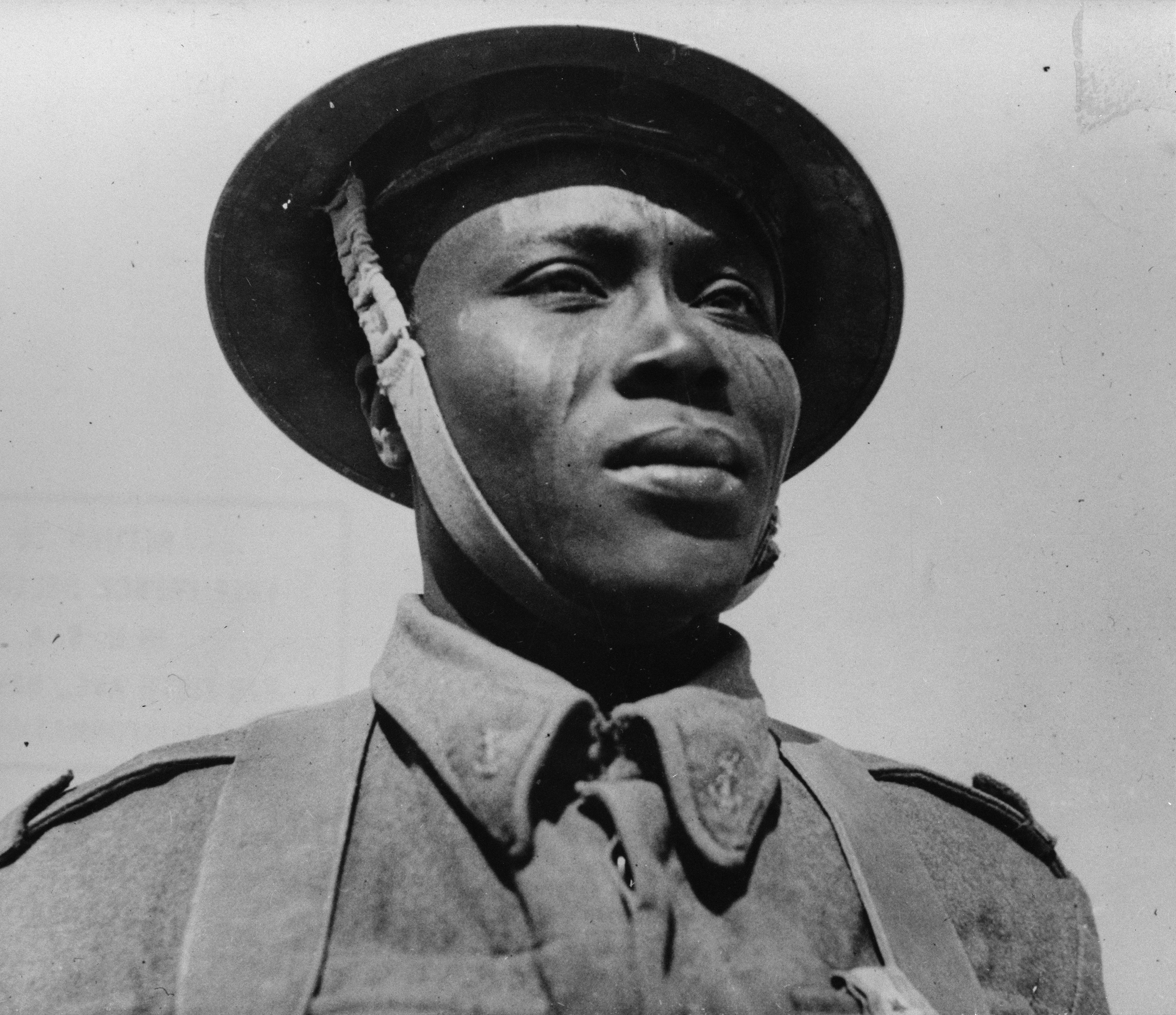
Soldat tchadien en 1942.

Le régiment est organisé ainsi début 1940 :
- État-major et un bataillon à trois compagnies à Fort-Lamy ;
- Un bataillon à quatre compagnies à Abéché ;
- Un bataillon à deux compagnies à Faya-Largeau ;
- Une compagnie à Bangui.

En août 1940, le régiment est la première unité d'Afrique à rejoindre la France Libre. En décembre 1940, il est placé sous les ordres du colonel Leclerc. La colonne Leclerc, formée autour des unités mobiles du RTST, mène le raid de Koufra en 1941, puis participe à l'invasion du Fezzan en 1942 puis du Sud de la Tunisie en 1943. La victoire à Koufra ayant eu un impact retentissant, de nombreux résistants du Corps franc d'Afrique et des unités stationnées en Afrique du Nord[réf. nécessaire] vont rejoindre les rangs du RTST au fur et à mesure de la progression vers la Méditerranée.
En juillet 1943, la 2e division blindée est créé au Maroc. Les cadres servant au RTST, essentiellement métropolitain, va constituer le noyau d'encadrement de la division et le régiment de marche du Tchad (RMT) est créé. Les tirailleurs du RTST vont, quant à eux, reprendre garnison en Afrique (ou regagner leur foyer). 
Par décision du 17 janvier 1944, le général de Gaulle proclame le régiment de marche du Tchad héritier des traditions du régiment de tirailleurs sénégalais du Tchad. De fait, la croix de guerre avec deux palmes et la fourragère aux couleurs de la croix de guerre sont ainsi conférées au drapeau du RMT. 

### Après 1945
Les années 50 et 60 sont celles de la décolonisation et le 1er décembre 1958, le régiment change d'appellation et devient le 70e régiment d'infanterie de marine. Il est dissous le 31 janvier 1961, : le Ier bataillon devient groupement saharien no 4 et le IIe bataillon groupement saharien no 2.
Le 1er juillet 1973, le 70e RIMa est recréé comme régiment divisionnaire stationné à Montlhéry. Son noyau est fourni par le centre militaire d'information et de documentation pour l'outre-mer stationné à Versailles. En 1979, il devient l'unité de réserve du régiment de marche du Tchad. Il est dissous le 1er juillet 1997 au début de la professionnalisation de l'armée française, et surtout à la suite de la prise en compte de la fin des doctrines héritées de la Guerre froide.

## Chef de corps
- avril - novembre 1940 : colonel Marchand[10]

- décembre 1940 - 1942 : colonel Leclerc de Hauteclocque[11]
- 1958 - 1959 : colonel Chaboud[9]
- 1959 - 1961 : colonel Bley[9]
- 1973 - 1976 : colonel Quinquenel[9]
- 1976 - 1978 : colonel Cluzel[9]
- 1978 - 1980 : colonel Sauerbach[9]
- 1980 - 1983 : colonel Foucaud[9]
- 1983 : colonel Maldy[9]
- 1988 : colonel Guidoux[9]
- 1993 : colonel Vernadal[9]
- 1996 - 1997 : colonel Gobbaerts[9]

## Traditions

### Drapeau

Dessin du revers du drapeau du RTST.

Il porte dans ses plis les inscriptions suivantes :
TCHAD 1900
OUADAÏ 1909
BORKOU-ENNEDI 1913
CAMEROUN 1914 - 1916
KOUFRA 1941
FEZZAN 1942
SUD-TUNISIEN 1943

### Décorations
- Croix de guerre 1939-1945 : 2 palmes à l'ordre des Forces françaises libres attribuées pour les victoires acquises de 1941 à 1943 en Libye et en Tunisie[2]
- Fourragère aux couleurs du ruban de la croix de guerre 1914-1918 avec olive 1939-1945[2]

### Insignes
L'insigne du régiment est réalisé en 1944. Il présente un dromadaire, symbole du Sahara et rappel des groupes nomades de l'unité, et la croix de Lorraine des FFL.
Un insigne modifié est homologué en 1946. Le 70e RIMa porte le même insigne sauf les inscriptions (70e RIMa à la place de RTST).

## Personnalités ayant servi au RTST
Ancêtre du Régiment de marche du Tchad, unité militaire Compagnon de la Libération, le RTST a compté dans ses rangs un certain nombre d'hommes décorés de la Croix de la Libération à titre individuel :
- Paul Batiment (1920-1944), officier de 1940 à 1943
- René Baudry (1907-1964), sous-officier de 1942 à 1943
- Raoul Béon (1911-1943), médecin-militaire en 1940
- Jean Bertoli (1917-1998), sous-officier de 1941 à 1943
- Paul Bonaldi (1917-2008), sous-officier de 1940 à 1943
- Augustin Bourrat (1915-1986), sous-officier de 1940 à 1943
- Raphaël Briard (1914-1980), sous-officier de 1941 à 1943
- Michel Carage (1921-2008), lieutenant en 1943
- Roger Ceccaldi (1913-2007), lieutenant d'artillerie de 1938 à 1941
- Guy Chauliac (1912-2005), médecin militaire de 1936 à 1943
- Jean Colonna d'Ornano (1895-1941), officier de 1938 à sa mort
- Jean-Marie Corlu (1912-1944), officier de 1941 à 1943
- Paul Courounet (1908-1961), sous-officier de 1939 à 1943
- René Crocq (1920-1989), sous-officier de 1941 à 1943
- Camille Cunin (1912-2004), officier de 1941 à 1943
- Raymond Defosse (1897-1956), officier de 1940 à 1941
- Jules Detouche (1908-1978), sous-officier de 1940 à 1943
- Adolphe Diagne (1907-1985), médecin-militaire en 1940
- Thadée Diffre (1912-1971), sous-officier en 1941
- Idrisse Doursan (v.1914-1965), soldat puis sous-officier, de 1935 à 1940 et de 1942 à 1943
- Albert Eggenspiller (1915-1955), officier en 1940
- Henry Farret (1908-1974), officier de 1938 à 1940
- Maurice Ferrano (1909-1981), officier de 1938 à 1943
- Jacques Florentin (1911-1992), officier de 1940 à 1942
- Geoffroy Frotier de Bagneux (1909-1973), officier en 1941-1943
- Paul Gauffre (1910-1944), sous-officier de 1937 à 1943
- Louis Gautheron (1915-1944), sous-officier de 1938 à 1940
- Albert Grand (1914-1998), sous-officier de 1939 à 1943
- Jacques de Guillebon (1909-1985), officier de 1939 à 1942
- André Kailao (1918-1965), tirailleur en 1939-1940, puis de 1942 à 1943
- Jean Kerléo (1909-1950), caporal-chef puis sergent de 1940 à 1942
- Henry Kirsch (1912-1997), sous-officier et officier de 1940 à 1943
- Yorgui Koli (1896-1970), tirailleur de 1921 à 1925, sergent, adjudant puis adjudant-chef de 1929 à 1940, lieutenant de 1945 à 1948
- René Lepeltier (1906-1947), sous-officier de 1934 à 1940
- Roger Lévy (1914-2006), officier de 1941 à 1942
- Jean Lucchesi (1918-2004), officier de 1942 à 1943
- Pierre Marchand (1893-1971), commandant en second de décembre 1938 à avril 1940 puis chef de corps d'avril à septembre 1940
- Jacques Massu (1908-2002), officier de 1940 à 1943
- Yves Monteggiani (1908-1965), sous-officier avant 1940
- Mouniro (1907-1958), soldat de 1925 à 1927
- Gilbert Parazols (1903-1974), officier de 1940 à 1941
- Edmond Pinhède (1911-1997), officier de 1937 à 1942
- Roger Podeur (1920-2005), officier en 1941-1943, puis en 1947-1950
- Pierre Poletti (1894-1971), officier de 1927 à 1946
- Moïse Priez (1912-1970), sous-officier de 1940 à 1943
- Robert Quilichini (1912-1979), officier de 1938 à 1940
- Jean-Gabriel Revault d'Allonnes (1914-1994), officier de 1942 à 1943
- Mathieu Rogier (1909-1975), officier de 1939 à 1943
- Yves Rolland (1909-1994), sous-officier de 1938 à 1943
- Pierre Rougé (1911-1941), officier de 1938 à 1941
- Maurice Sarazac (1908-1974), officier de 1932 à 1944
- Henri Serizier (1916-1952), officier de 1941 à 1943
- Jean Silvy (1910-1971), soldat, sous-officier, officier, de 1941 à 1947
- Fernand Thévenet (1910-2001), sous-officier et officier de 1941 à 1943
- Pol Thibaux (1914-1963), médecin militaire en 1940
- Lucien Thuilliez (1915-1980), sous-officier de 1940 à 1943
- Paul Tripier (1921-1944), sous-officier puis aspirant de 1941 à 1943
- René Troadec (1908-1986), officier de 1940 à 1945
- Henri Verdier (1910-2002), officier de 1933 à 1943
- Adolphe Vézinet (1906-1996), officier de 1938 à 1943
- Daniel Vigneux (1912-1946), sous-officier de 1940 à 1942
- Angel Villerot (1913-2006), sous-officier de 1939 à 1943
- Jean Vourc'h (1920-1944), sous-officier en 1942-1943
- René Wagner (1907-1999), officier de 1940 à 1943

### Sources et bibliographie
- Maurice Eugène Denis et René André Marie Viraud, Histoire militaire de l'Afrique-Équatoriale française, coll. « Histoire militaire des colonies, pays de protectorat et pays sous mandat » (no 7), 1931, 516 p., « III. Histoire militaire du Tchad », p. 237-499.
- Bernard Le Marec, Les Français libres et leurs emblèmes, Lavauzelle, 1994 (ISBN 978-2-7025-0367-6, lire en ligne).
- (en) Andrea Molinari, Desert raiders : Axis and Allied Special Forces 1940-43, Osprey, 2007 (ISBN 978-1-84603-006-2 et 1-84603-006-4, OCLC 181067619, lire en ligne).
- (en) M. P. Robinson et Thomas Seignon, Division Leclerc : the Leclerc Column and Free French 2nd Armored Division, 1940-1946, Osprey Publishing, 2018 (ISBN 978-1-4728-3006-7 et 1-4728-3006-7, OCLC 1057692629, lire en ligne).